# Marcel Dupuy
Marcel Dupuy (Briva la Galharda, 15 de desembre de 1888 - Achères-la-Forêt, 19 de maig de 1960) va ser un ciclista francès que fou professional entre 1910 i 1924. Es va especialitzar en el ciclisme en pista.

## Palmarès
- 1911
  - Campió d'Europa de Velocitat
- 1916
  - 1r als Sis dies de Nova York (amb Oscar Egg)
- 1919
  - 1r als Sis dies de Brussel·les (amb Philippe Thys)
  - 1r al Gran Premi de l'UVF
- 1920
  - Campió d'Europa de Velocitat
  -  Campió de França de velocitat